# Шервуд (округ Хамилтон, Охајо)
Шервуд (енгл. Sherwood, Hamilton County) насељено је место без административног статуса у америчкој савезној држави Охајо.

## Демографија
По попису из 2010. године број становника је 3.719, што је 188 (-4,8%) становника мање него 2000. године.
| Група             | 2000.         | 2010.         |
| Белци             | 3.743 (95,8%) | 3.508 (94,3%) |
| Афроамериканци    | 24 (0,6%)     | 40 (1,1%)     |
| Азијати           | 60 (1,5%)     | 69 (1,9%)     |
| Хиспаноамериканци | 50 (1,3%)     | 56 (1,5%)     |
| Укупно            | 3.907         | 3.719         |